# Dune jaune

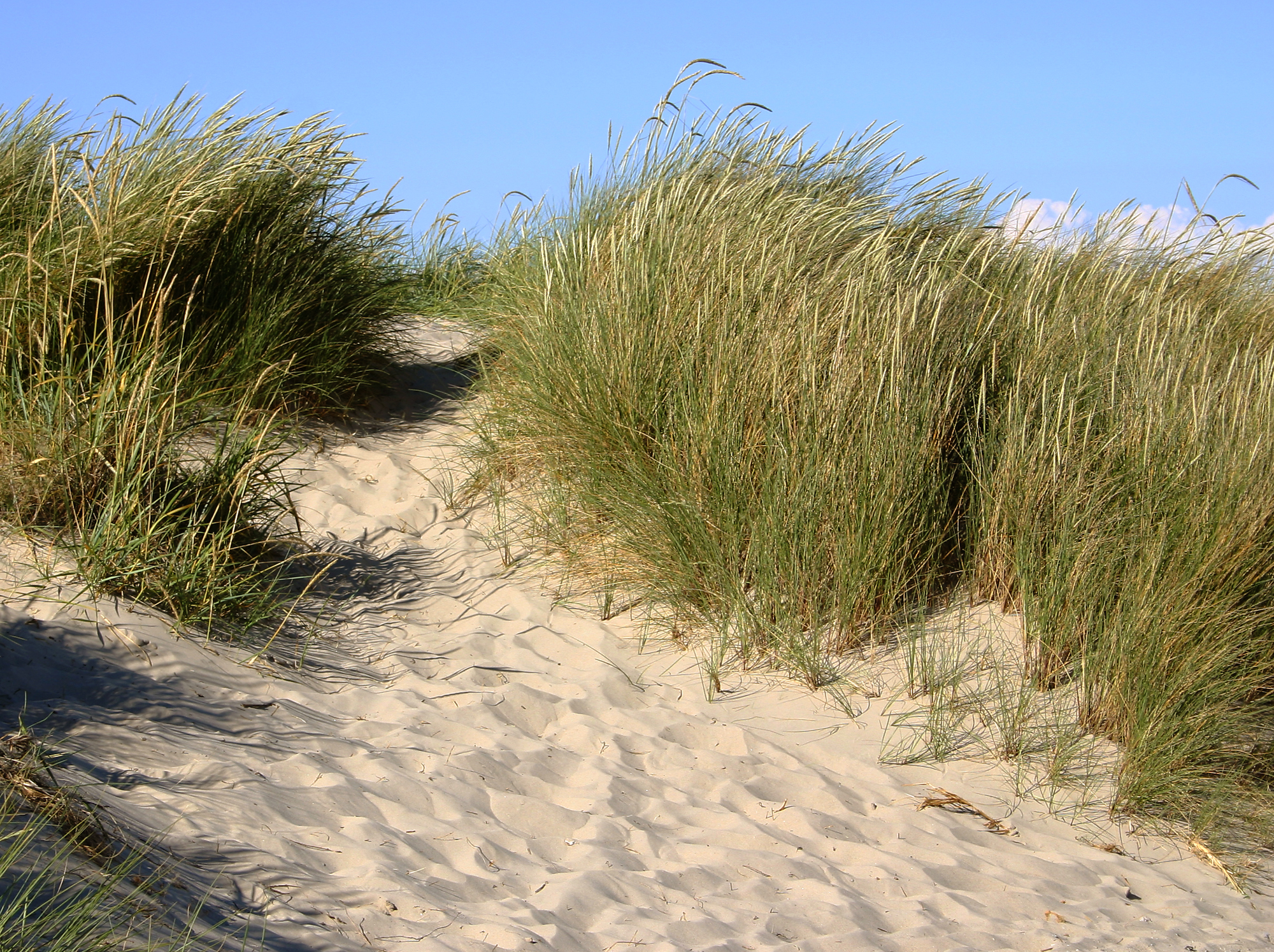
Une dune jaune plantée d'oyats à la pointe de Grenen, au Danemark.

Une dune jaune est une dune qui se développe à partir d'une première dune embryonnaire, avec une profondeur moyenne de 5 mètres. Le manque d'humus lui donne alors une couleur jaune. 
Le pourcentage de sable exposé sur les dunes jaunes est d'environ 20%. Les 80% restants sont recouverts d'une végétation qui ne pourrait pas résister aux conditions régnant sur les dunes embryonnaires. Les plantes de ces dunes peuvent, elles, résister au sable légèrement alcalin. On y trouve par exemple duspinifex marram grass. 
La teneur en humidité de ces dunes est relativement faible, les plantes y ont donc toujours une structure racinaire très solide, capable de retenir la moindre goutte d'eau qui leur parvient. 
Au fur et à mesure que cette dune se développe, une nouvelle dune embryonnaire se forme au front de la dune principale.